# Băgara, Cluj
Băgara (în maghiară Bogártelke) este un sat în comuna Aghireșu din județul Cluj, Transilvania, România.

## Date geografice
La 1,5 km de Băgara se găsește colonia industrială Aghireșu-Fabrici (în maghiară Egeresi Bányatelep). Altitudinea medie este de 447 m. 

## Istoric
În Evul Mediu sat preponderent maghiar, aparținând Abației Benedictine Cluj-Mănăștur. După reforma protestantă și aducerea iezuiților la Cluj-Mănăștur a trecut în posesiunea acestora.

## Lăcașuri de cult
- Biserica Reformată-Calvină (inițial Romano-Catolică; finisată în 1509) are o decorație interioară remarcabilă. Tavan cu casete din lemn și coronamentul amvonului create de maestrul sas clujean Lorenz Umling cel Bătrân.

## Galerie de imagini

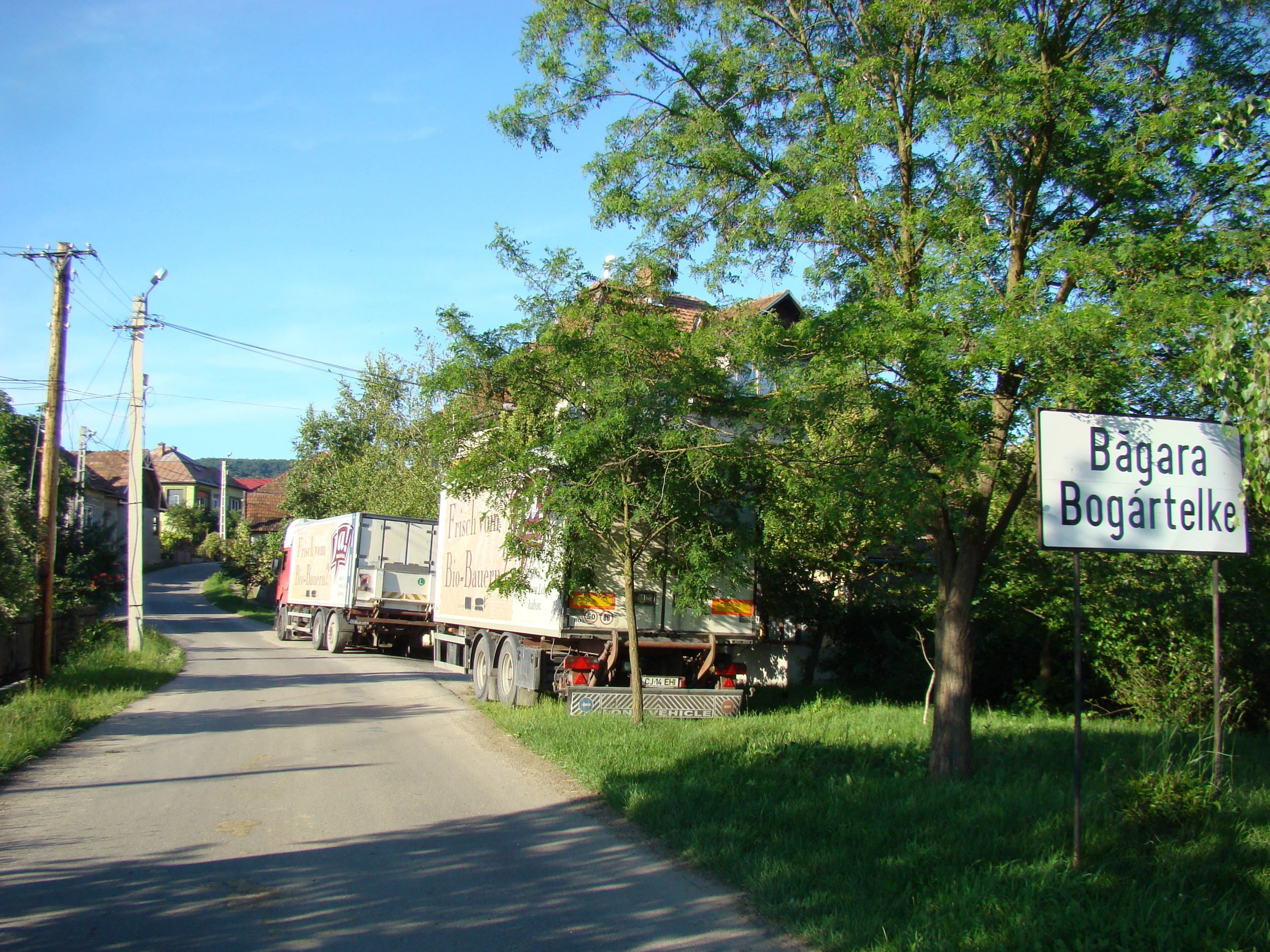
Intrarea în localitate
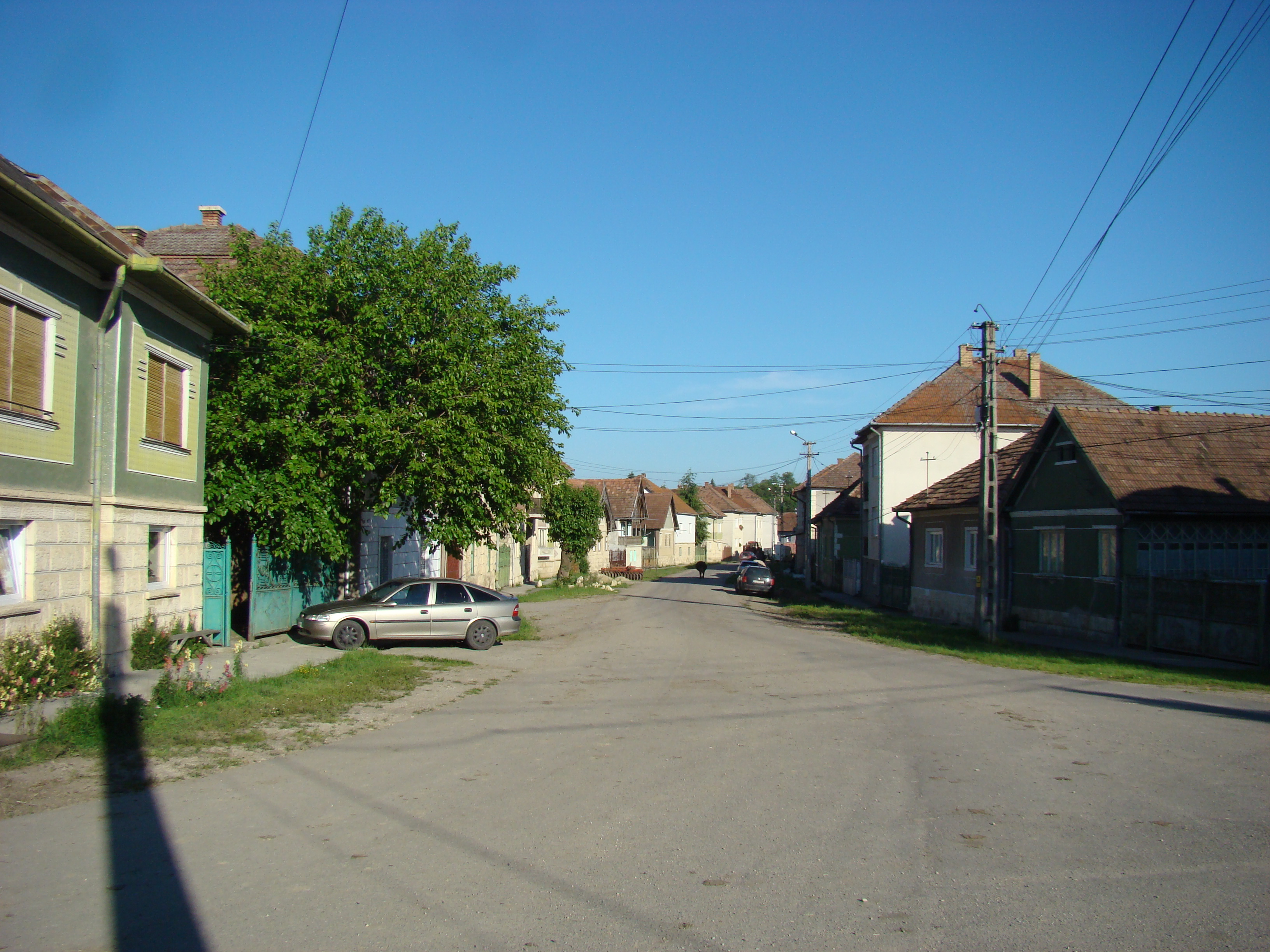
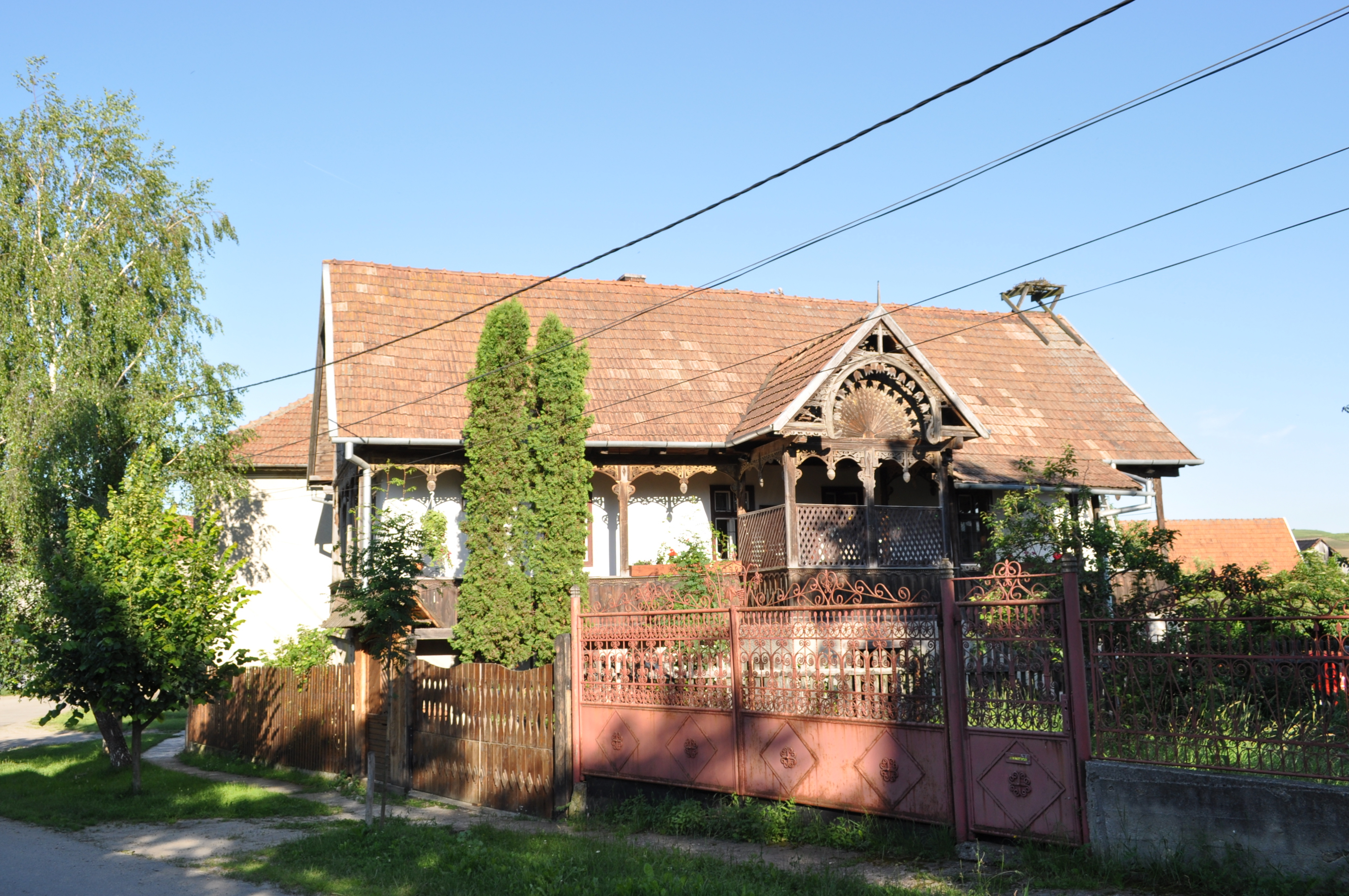
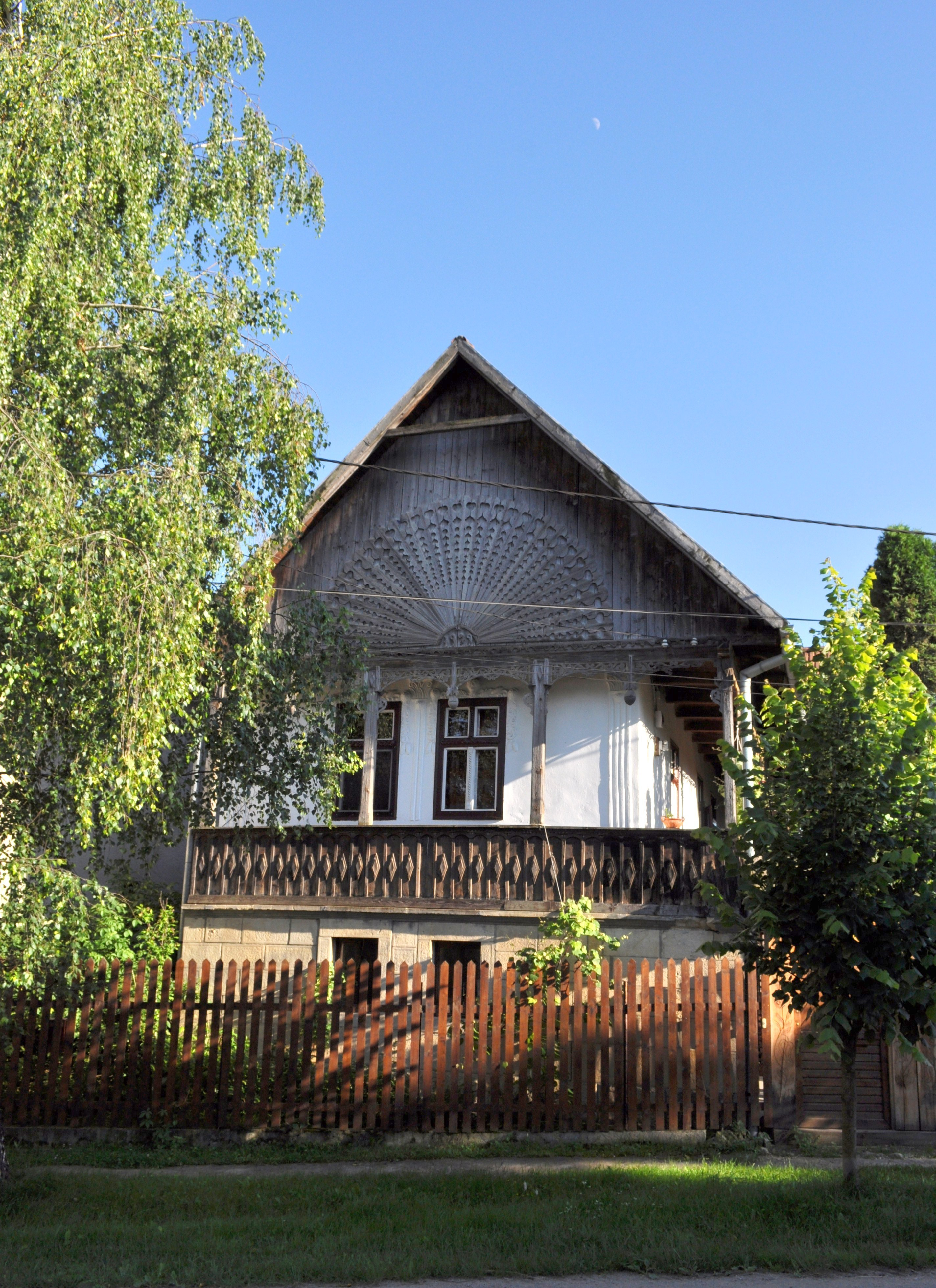
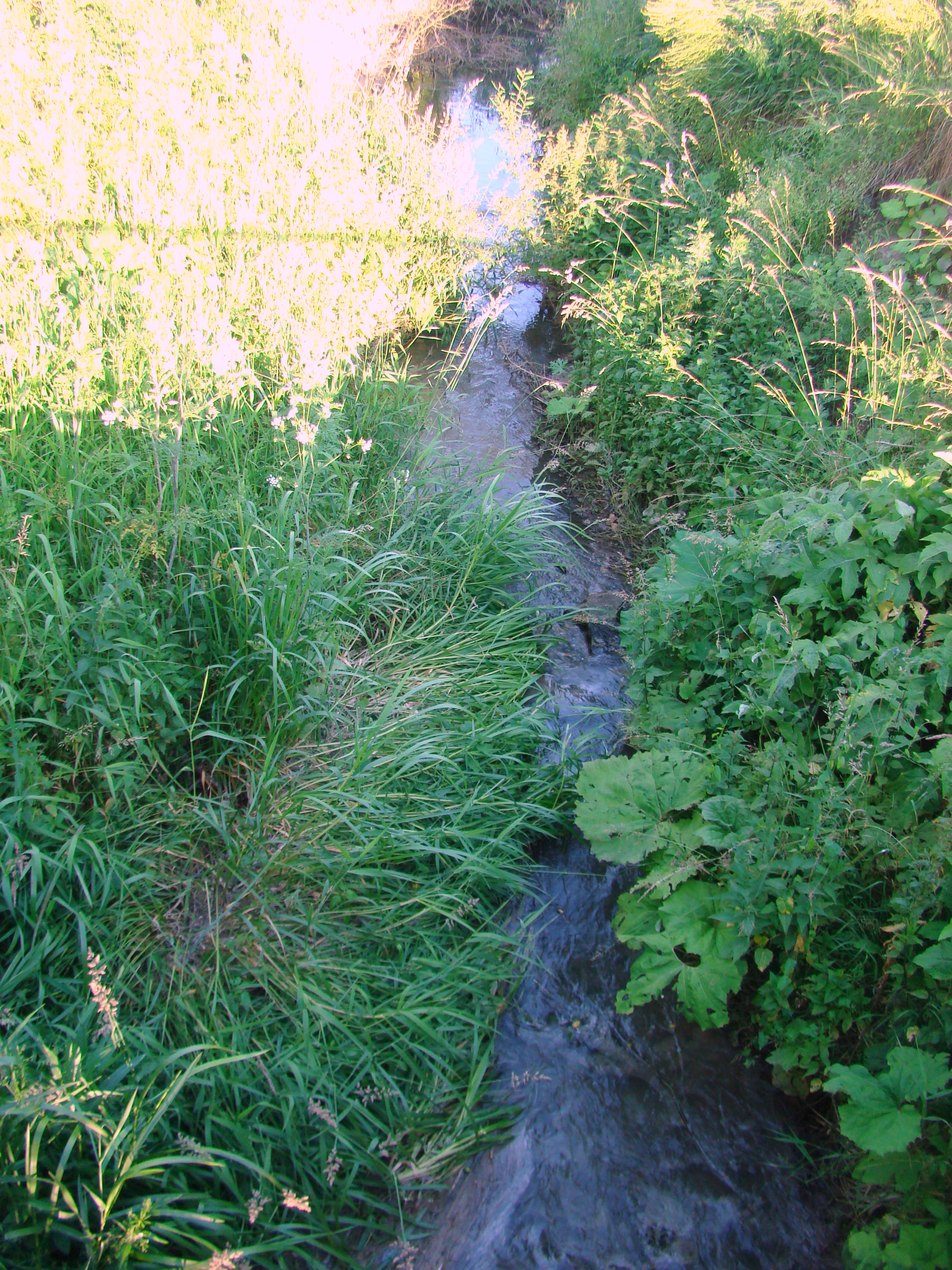
Râul Nadăș
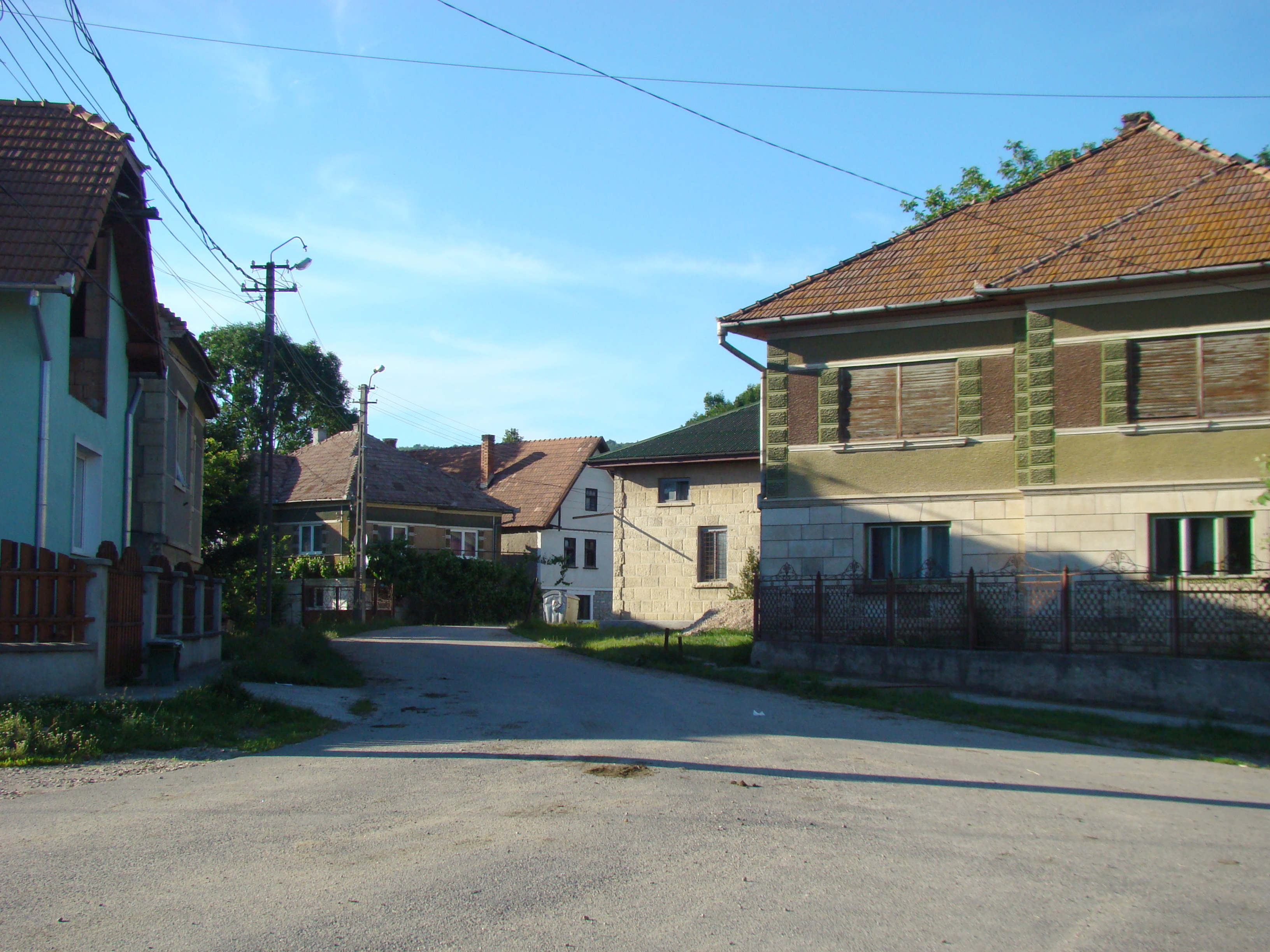
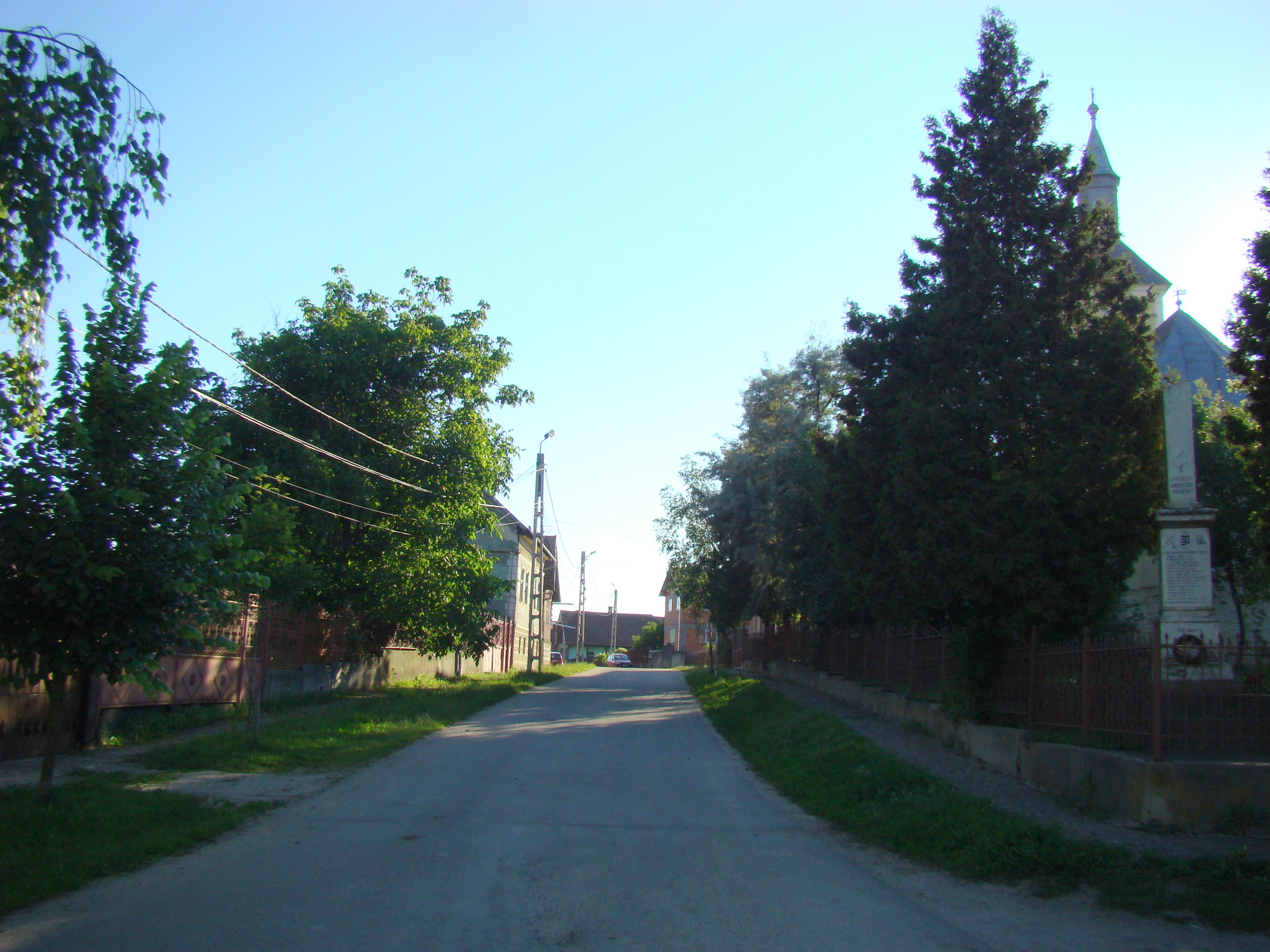
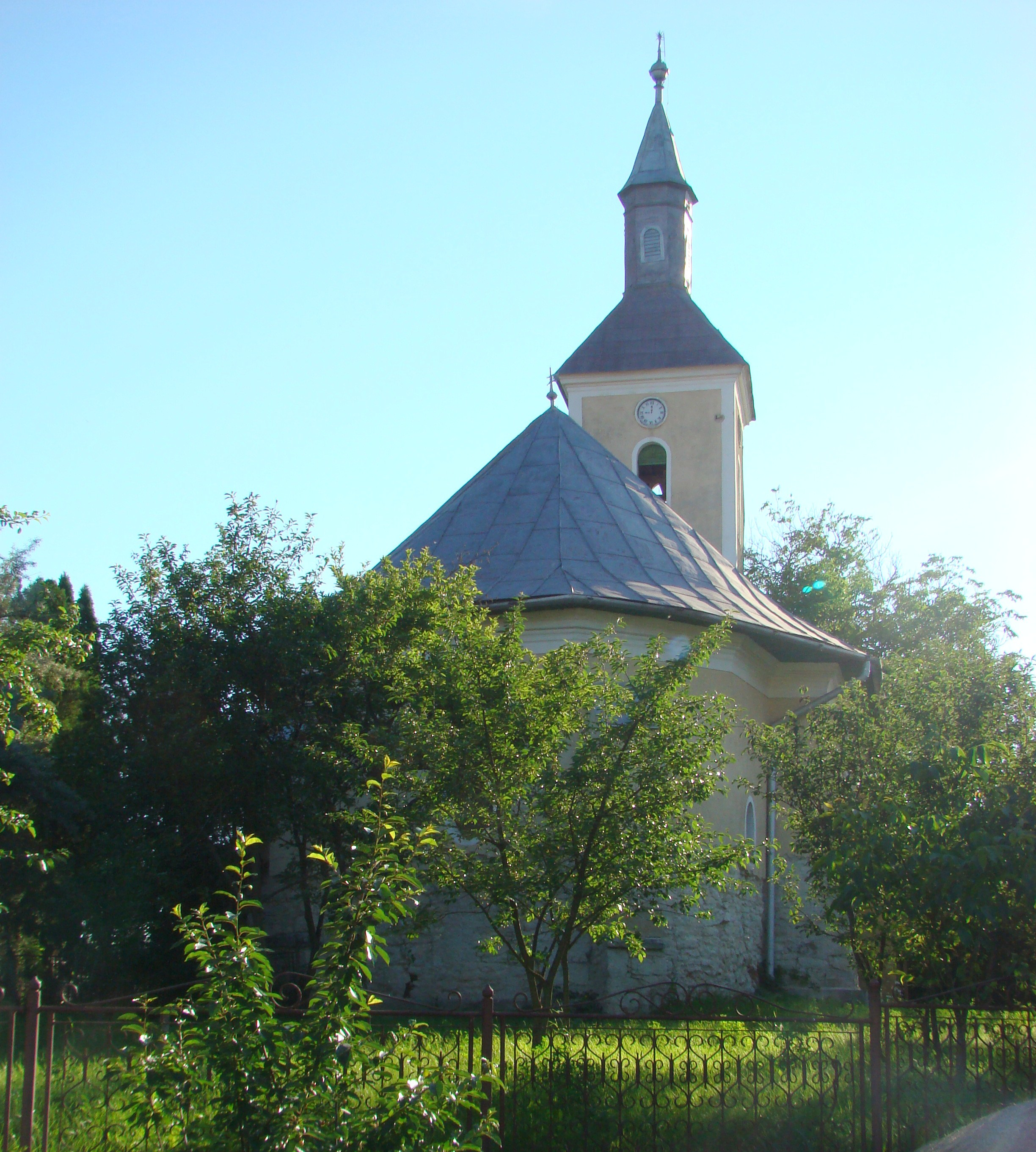
Biserica reformată (monument istoric)
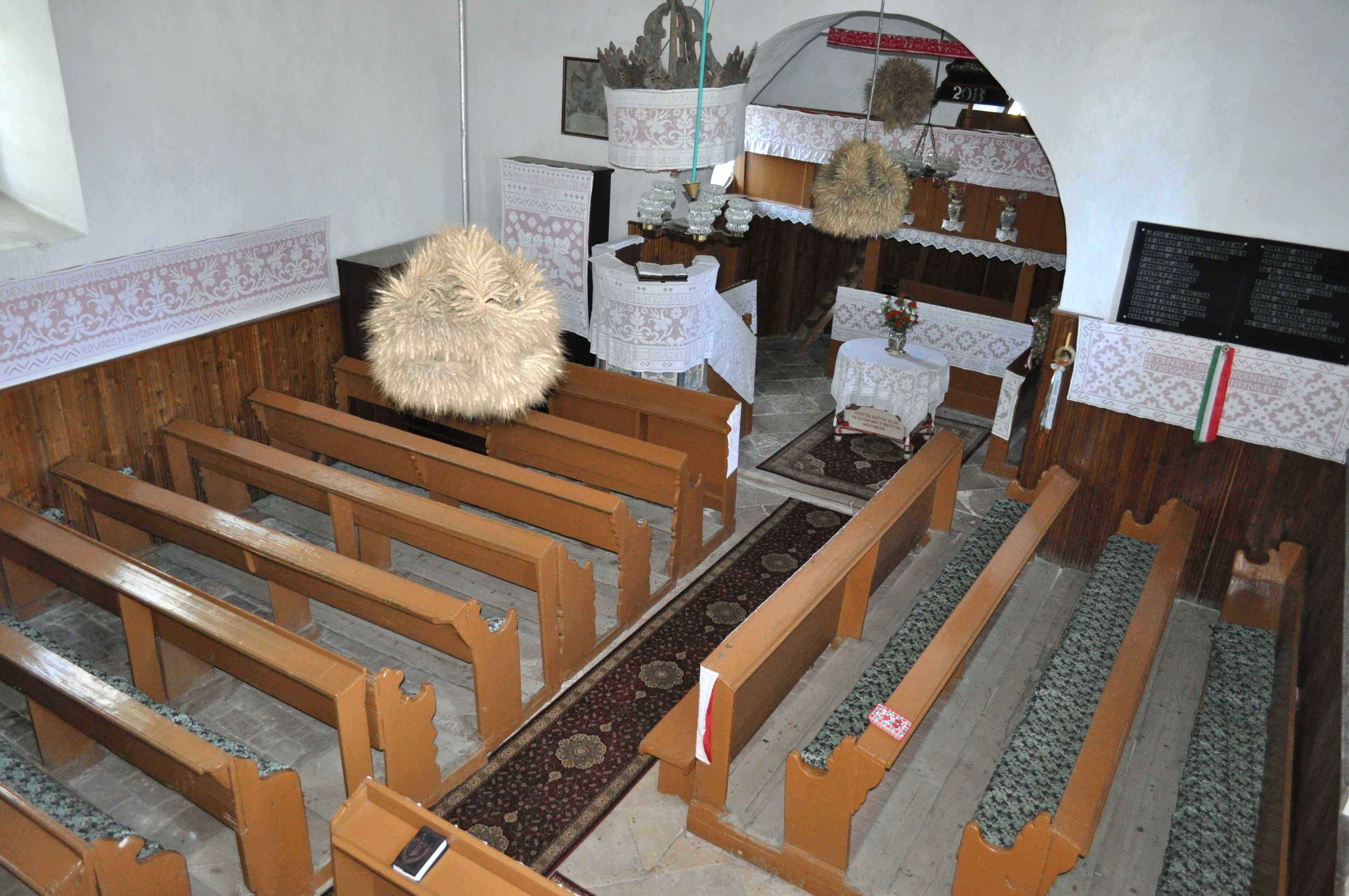
Biserica reformată (interior)
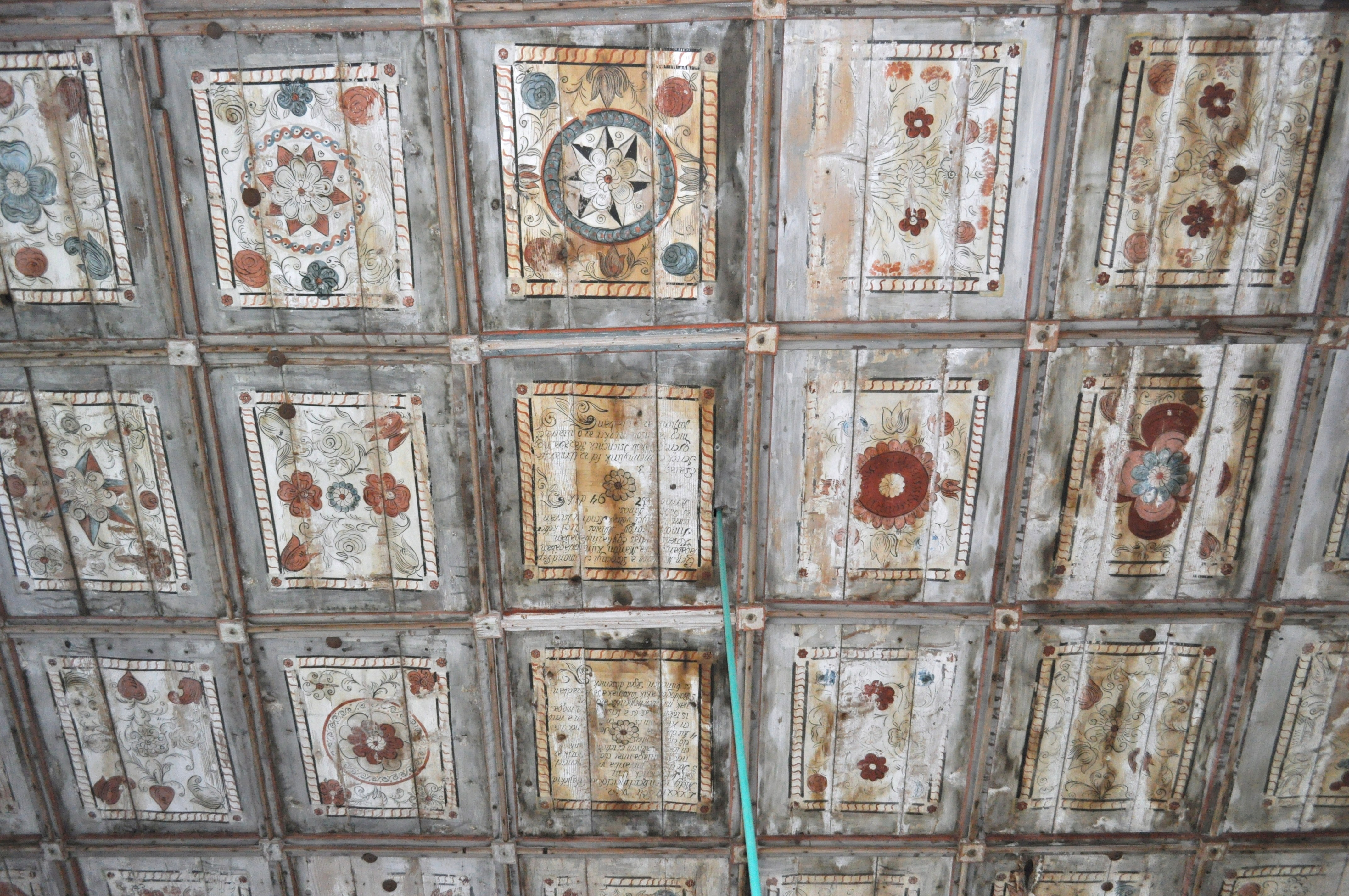
Biserica reformată (tavanul casetat)